# Муравьинокислое брожение
Муравьинокислое брожение (смешанное) - биохимический процесс,тип субстратного фосфолирования, в ходе которого пируват окисляется до формиата и других продуктов. Ферментом выступает пируват-формиат-лиаза.Такое брожение осуществляют бактерии группы кишечной палочки семейства Enterobacteriaceae . На одну молекулу глюкозы в ходе энергетического обмена приходится 2 молекулы АТФ.

## Пути молочнокислого брожения
В зависимости от микроорганизмов различают разные продукты.
1. Бактерии вида Escherichia coli образуют большое количество различных соединений, среди которых преобладают органические кислоты: уксусная, муравьиная, янтарная и молочная.
2. Бактерии вида Enterobacter aerogenes также образуют целый ряд кислот, однако преимущественно ацетоин и 2,3-бутандиол.

## Механизм смешанного брожения
В процессе расщепления пирувата может образоваться
- муравьиная кислота, которая расщепляется на CO2 и H2
- молочная кислота
- янтарная кислота - путем присоединения к пирувату углекислого газа и образования оксалоацетата, затем в ходе гидрирования образуется яблочная кислота, и, дегидратируясь, она превращается в фумаровую кислоту, которая в ходе гидрирования образует янтарную.
- Ацетил-КоА, который образует либо уксусную кислоту, либо этанол в ходе восстановления.
- Ацетоин образуется путем конденсации двух молекул пирувата, включающим двукратное декарбоксилирование. При восстановлении ацетоина образуется 2,3-бутандиол.